# Соперничество футбольных клубов «Динамо» (Киев) и «Шахтёр» (Донецк)
Украи́нское де́рби или украи́нское кла́ссико — футбольный матч с участием сильнейших и самых титулованных украинских клубов: киевского «Динамо» и донецкого «Шахтёра».

## Советский период

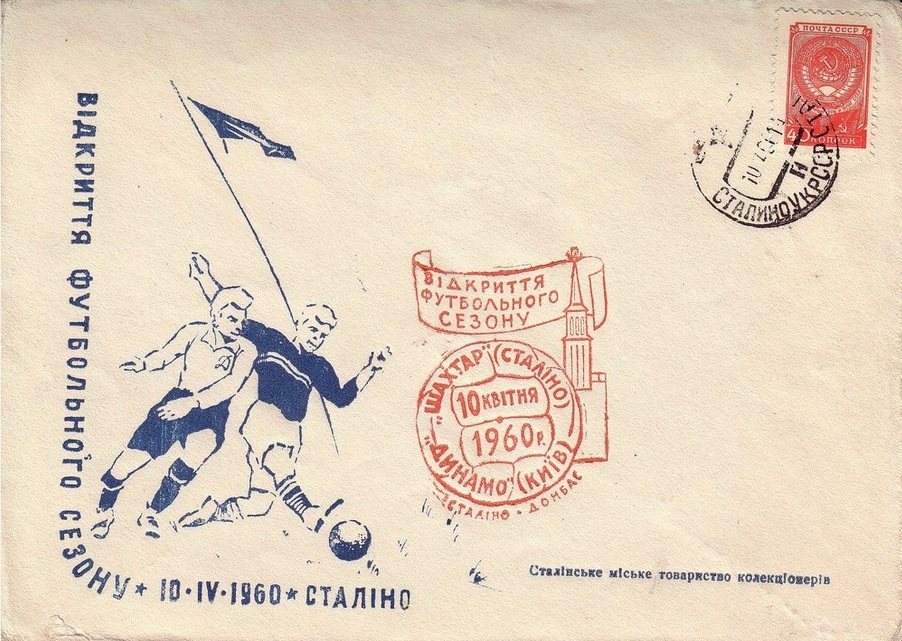
«Динамо» — «Шахтер», матч открытие сезона советской высшей лиги 1960 года

Первый матч между клубами состоялся в 1938 году в Киеве в высшей лиге СССР, «Динамо» одержало победу со счетом 2:0. «Динамо» 13 раз становилось чемпионом, это рекорд СССР. Наивысшее же достижение горняков в союзных чемпионатах — серебряные медали. За пять десятилетий лишь четыре раза «Шахтер» стоял выше, чем «Динамо» по итогам чемпионата. Горняков называли командой с кубковым характером: они выигрывали Кубок СССР четыре раза и ещё четыре раза играли в финалах. Больше побед в Кубке только у московских команд и киевлян.
Всего в чемпионатах СССР «Шахтер» и «Динамо» провели 82 встречи, из которых в 15 победу праздновали горняки, 26 игр завершились вничью, в 41 верх брали бело-синие. Разница мячей: 79-126.

## Становление дерби
Этот матч получил статус «дерби» в начале 2000-х годов, с тех пор как донецкий клуб стал составлять серьёзную конкуренцию «Динамо». С того момента, как президентом «горняков» стал Ринат Ахметов, его клуб по итогам сезона не опускался ниже 2-го места, обзавелся собственной футбольной академией, одной из лучших тренировочных баз в Европе, признанием болельщиков и множеством завоёванных трофеев. Этот прогресс начался в 1996 году.
У «Динамо» на протяжении этого времени дела обстояли достаточно хорошо, как для одного из лидеров украинского футбола. В своё время «Динамо» заставило относиться к себе в Лиге Чемпионов с уважением, обыграв, например, «Реал Мадрид» в ¼ финала в 1999 году. После сезона 1999/2000 успехи в еврокубках пошли на спад.

## История противостояния
В чемпионате Украины этот матч ждут больше всего. Он приковывает наибольший интерес. Даже если это финал национального кубка, который раньше проходил на «Олимпийском», стадион был заполнен. Очень часто матчи между этими командами обслуживали иностранные арбитры: Любош Михел, Клаус Бо Ларсен, Вольфганг Штарк и другие.

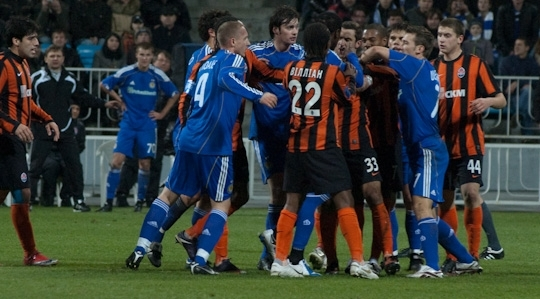
Матч «Динамо» — «Шахтёр»

Очень часто напряжение в таких матчах велико, бывает очень много удалений, как случилось в финале кубка Украины 2008. Этот матч впервые проходил за пределами столицы и состоялся в Харькове на стадионе «Металлист». Матч обслуживал украинский арбитр Виктор Швецов, который показал 5 красных карточек. В составе «Шахтёра» были удалены Брандао, Александр Гладкий и Владимир Езерский, а у «Динамо» — Пап Диакате и Исмаэль Бангура. Тот матч завершился победой дончан со счётом 2:0.
Также эти клубы однажды пересекались в товарищеском турнире в Кубке Первого канала 2008. Киевляне победили по пенальти со счётом 2:3.
Наиболее важной встречей этих команд является полуфинал Кубка УЕФА 2008/09. Матчи проходили 30 апреля в Киеве (1:1) и 7 мая в Донецке (2:1).
28 октября 2009 года команды впервые встретились на ранней стадии розыгрыша Кубка Украины. В 1/4 финала победу одержал «Шахтёр». Это была первая игра «Динамо» на новом стадионе «Шахтёра» — «Донбасс Арена».
23 сентября 2012 года «Шахтёр» и «Динамо» встретились на ранней стадии Кубка Украины, на матче был аншлаг. «Шахтёр» победил «Динамо» после чего тренера Юрия Сёмина отправили в отставку. Его заменил Олег Блохин.
В сезоне 2001/02 в Донецке «Шахтёр» выиграл со счётом 2:0, не забив при этом ни одного гола. Оба мяча на счёту динамовцев Фёдорова и Гавранчича, которые поразили собственные ворота.
В сезоне 2016/17 в Киеве был установлен рекорд результативности в этих матчах: 12 декабря 2016 года команды забили на двоих 7 голов, два из которых — автоголы Евгения Хачериди. Матч закончился победой «Шахтера» со счетом 3:4

## Результаты матчей
|          | ПЛУ | КУ | СКУ | ЧС  | КС | СКС | КФС | УЕФА | Всего | Тов. |
| -------- | --- | -- | --- | --- | -- | --- | --- | ---- | ----- | ---- |
| «Динамо» | 25  | 6  | 8   | 41  | 2  | 2   | 1   | 0    | 85    | 2    |
| Ничья    | 19  | 0  | 0   | 26  | 0  | 0   | 1   | 1    | 47    | 0    |
| «Шахтёр» | 27  | 10 | 6   | 15  | 1  | 0   | 3   | 1    | 63    | 0    |
| Голы     |     |    |     |     |    |     |     |      |       |      |
| «Динамо» | 83  | 15 | 17  | 128 | 4  | 3   | 5   | 2    | 257   | 5    |
| «Шахтёр» | 87  | 25 | 18  | 79  | 3  | 3   | 7   | 3    | 225   | 4    |

Данные на 3 ноября 2023

### Чемпионат Украины
Всего 71 матч в чемпионате Украины:
- 25 побед «Динамо», 27 побед «Шахтёра», 19 ничьих;
- 83 гола «Динамо», 87 голов «Шахтёра»

| Сезон     | Дата             | Стадион                            | Хозяева | Гости  | Счет | Голы хозяев                                     | Голы гостей                                            |
| --------- | ---------------- | ---------------------------------- | ------- | ------ | ---- | ----------------------------------------------- | ------------------------------------------------------ |
| 1992/93   | 4 октября 1992   | Республиканский, Киев              | Динамо  | Шахтёр | 2:0  | Леоненко (36), Панкратьев (38)                  |                                                        |
| 1992/93   | 2 мая 1993       | ЦС «Шахтёр», Донецк                | Шахтёр  | Динамо | 1:1  | Попов (51)                                      | Шкапенко (35)                                          |
| 1993/94   | 5 сентября 1993  | Республиканский, Киев              | Динамо  | Шахтёр | 1:1  | Анненков (29)                                   | Попов (35)                                             |
| 1993/94   | 28 мая 1994      | ЦС «Шахтёр», Донецк                | Шахтёр  | Динамо | 1:0  | Ателькин (78)                                   |                                                        |
| 1994/95   | 8 ноября 1994    | ЦС «Шахтёр», Донецк                | Шахтёр  | Динамо | 1:3  | Петров (49, пен.)                               | Шкапенко (34, пен.), Михайленко (45), Мизин (84)       |
| 1994/95   | 10 марта 1995    | Республиканский, Киев              | Динамо  | Шахтёр | 3:0  | Похлебаев (36), Леоненко (52, 56)               |                                                        |
| 1995/96   | 2 октября 1995   | ЦС «Шахтёр», Донецк                | Шахтёр  | Динамо | 2:3  | Федьков (17), Орбу (44)                         | Лужный (29), Косовский (35), Беженар (81)              |
| 1995/96   | 13 апреля 1996   | Республиканский, Киев              | Динамо  | Шахтёр | 3:1  | Шевченко (7, 46), Максимов (74)                 | Осташов (77)                                           |
| 1996/97   | 6 сентября 1996  | ЦС «Шахтёр», Донецк                | Шахтёр  | Динамо | 1:3  | Кривенцов (42)                                  | Косовский (25), Леоненко (31), Ребров (83)             |
| 1996/97   | 12 мая 1997      | «Динамо», Киев                     | Динамо  | Шахтёр | 3:1  | Ребров (69), Белькевич (76), Михайленко (86)    | Ковалёв (67)                                           |
| 1997/98   | 1 сентября 1997  | «Динамо», Киев                     | Динамо  | Шахтёр | 3:0  | Шевченко (18, 44), Ребров (85)                  |                                                        |
| 1997/98   | 28 апреля 1998   | ЦС «Шахтёр», Донецк                | Шахтёр  | Динамо | 0:0  |                                                 |                                                        |
| 1998/99   | 29 ноября 1998   | «Динамо», Киев                     | Динамо  | Шахтёр | 2:1  | Ребров (32), Шевченко (73)                      | Матвеев (89)                                           |
| 1998/99   | 22 мая 1999      | ЦС «Шахтёр», Донецк                | Шахтёр  | Динамо | 0:0  |                                                 |                                                        |
| 1999/00   | 29 ноября 1999   | ЦС «Шахтёр», Донецк                | Шахтёр  | Динамо | 0:0  |                                                 |                                                        |
| 1999/00   | 14 мая 2000      | «Динамо», Киев                     | Динамо  | Шахтёр | 2:1  | Хацкевич (45), Белькевич (77)                   | Воробей (60)                                           |
| 2000/01   | 1 октября 2000   | ЦС «Шахтёр», Донецк                | Шахтёр  | Динамо | 1:1  | Воробей (47)                                    | Боднар (40)                                            |
| 2000/01   | 7 апреля 2001    | НСК «Олимпийский», Киев            | Динамо  | Шахтёр | 1:2  | Мелащенко (17)                                  | Агахова (50), Н’Дье (53)                               |
| 2001/02   | 15 июля 2001     | «Динамо», Киев                     | Динамо  | Шахтёр | 2:2  | Мелащенко (17), Несмачный (62)                  | Н’Дье (81), Воробей (83)                               |
| 2001/02   | 3 июня 2002      | ЦС «Шахтёр», Донецк                | Шахтёр  | Динамо | 2:0  | Фёдоров (43, а.г.), Гавранчич (90, а.г.)        |                                                        |
| 2002/03   | 26 июля 2002     | РСК «Олимпийский», Донецк          | Шахтёр  | Динамо | 1:0  | Воробей (45)                                    |                                                        |
| 2002/03   | 21 мая 2003      | «Динамо» им. В. Лобановского, Киев | Динамо  | Шахтёр | 2:1  | Шацких (45), Пуканыч (58, а.г.)                 | Попов (27)                                             |
| 2003/04   | 5 октября 2003   | «Динамо» им. В. Лобановского, Киев | Динамо  | Шахтёр | 1:1  | Ринкон (67)                                     | Тимощук (6)                                            |
| 2003/04   | 10 апреля 2004   | РСК «Олимпийский», Донецк          | Шахтёр  | Динамо | 2:4  | Левандовский (45), Тимощук (48)                 | Верпаковскис (17), Ринкон (35), Леко (61), Чернат (87) |
| 2004/05   | 15 июля 2004     | «Динамо» им. В. Лобановского, Киев | Динамо  | Шахтёр | 0:2  |                                                 | Левандовский (35), Дуляй (83)                          |
| 2004/05   | 16 июня 2005     | РСК «Олимпийский», Донецк          | Шахтёр  | Динамо | 3:2  | Белик (45), Жадсон (56, 90)                     | Ринкон (69, пен.), Клебер (84)                         |
| 2005/06   | 7 ноября 2005    | РСК «Олимпийский», Донецк          | Шахтёр  | Динамо | 0:1  |                                                 | Ребров (74)                                            |
| 2005/06   | 10 мая 2006      | «Динамо» им. В. Лобановского, Киев | Динамо  | Шахтёр | 2:2  | Шацких (10), Милевский (21)                     | Чигринский (53), Жадсон (65)                           |
| 2005/06   | 14 мая 2006      | «Металлург», Кривой Рог            | Шахтёр  | Динамо | 2:1  | Марика (60), Агахова (100)                      | Родолфо (80)                                           |
| 2006/07   | 6 ноября 2006    | «Динамо» им. В. Лобановского, Киев | Динамо  | Шахтёр | 1:0  | Шацких (73)                                     |                                                        |
| 2006/07   | 23 мая 2007      | РСК «Олимпийский», Донецк          | Шахтёр  | Динамо | 2:2  | Левандовский (18), Брандао (49, пен.)           | Клебер (26), Ринкон (57)                               |
| 2007/08   | 15 июля 2007     | РСК «Олимпийский», Донецк          | Шахтёр  | Динамо | 1:1  | Жадсон (60)                                     | Ринкон (25)                                            |
| 2007/08   | 11 ноября 2007   | «Динамо» им. В. Лобановского, Киев | Динамо  | Шахтёр | 2:1  | Бангура (44, 52)                                | Жадсон (47, пен.)                                      |
| 2008/09   | 16 ноября 2008   | РСК «Олимпийский», Донецк          | Шахтёр  | Динамо | 1:0  | Виллиан (34)                                    |                                                        |
| 2008/09   | 26 мая 2009      | «Динамо» им. В. Лобановского, Киев | Динамо  | Шахтёр | 1:0  | Милевский (79)                                  |                                                        |
| 2009/10   | 21 ноября 2009   | «Динамо» им. В. Лобановского, Киев | Динамо  | Шахтёр | 3:0  | Милевский (45, 54), Ярмоленко (61)              |                                                        |
| 2009/10   | 5 мая 2010       | «Донбасс Арена», Донецк            | Шахтёр  | Динамо | 1:0  | Илсиньо (15)                                    |                                                        |
| 2010/11   | 3 октября 2010   | «Донбасс Арена», Донецк            | Шахтёр  | Динамо | 2:0  | Адриано (64), Тейшейра (90)                     |                                                        |
| 2010/11   | 1 мая 2011       | «Динамо» им. В. Лобановского, Киев | Динамо  | Шахтёр | 3:0  | Гусев (24, пен.; 90), Шевченко (62)             |                                                        |
| 2011/12   | 24 сентября 2011 | «Динамо» им. В. Лобановского, Киев | Динамо  | Шахтёр | 0:0  |                                                 |                                                        |
| 2011/12   | 7 апреля 2012    | «Донбасс Арена», Донецк            | Шахтёр  | Динамо | 2:0  | Тейшейра (56), Ракицкий (80)                    |                                                        |
| 2012/13   | 2 сентября 2012  | «Донбасс Арена», Донецк            | Шахтёр  | Динамо | 3:1  | Кучер (19, 62), Адриано (81)                    | Ярмоленко (45)                                         |
| 2012/13   | 7 апреля 2013    | НСК «Олимпийский», Киев            | Динамо  | Шахтёр | 1:2  | Ярмоленко (10)                                  | Мхитарян (44, 75)                                      |
| 2013/14   | 4 августа 2013   | «Донбасс Арена», Донецк            | Шахтёр  | Динамо | 3:1  | Срна (2), Эдуардо (52), Тейшейра (84)           | Беланда (8)                                            |
| 2013/14   | 16 апреля 2014   | НСК «Олимпийский», Киев            | Динамо  | Шахтёр | 0:2  |                                                 | Адриано (10, 34)                                       |
| 2014/15   | 5 октября 2014   | НСК «Олимпийский», Киев            | Динамо  | Шахтёр | 1:0  | Вида (71)                                       |                                                        |
| 2014/15   | 26 апреля 2015   | «Арена Львов», Львов               | Шахтёр  | Динамо | 0:0  |                                                 |                                                        |
| 2015/16   | 16 октября 2015  | НСК «Олимпийский», Киев            | Динамо  | Шахтёр | 0:3  |                                                 | Марлос (40), Тейшейра (59, 67)                         |
| 2015/16   | 1 мая 2016       | «Арена Львов», Львов               | Шахтёр  | Динамо | 3:0  | Эдуардо (33, 80), Нем (73)                      |                                                        |
| 2016/17   | 9 сентября 2016  | ОСК «Металлист», Харьков           | Шахтёр  | Динамо | 1:1  | Дентиньо (75)                                   | Гусев (24 , пен.)                                      |
| 2016/17   | 12 декабря 2016  | НСК «Олимпийский», Киев            | Динамо  | Шахтёр | 3:4  | Жуниор Мораес (1), Рыбалка (30), Беседин (90+2) | Хачериди (3, а.г., 88, а.г.), Фред (51), Феррейра (58) |
| 2016/17   | 21 апреля 2017   | НСК «Олимпийский», Киев            | Динамо  | Шахтёр | 0:1  |                                                 | Феррейра (12)                                          |
| 2016/17   | 26 мая 2017      | ОСК «Металлист», Харьков           | Шахтёр  | Динамо | 2:3  | Алан Патрик (23), Дентиньо (58)                 | Гармаш (20), Ярмоленко (52, пен.; 71)                  |
| 2017/18   | 22 июля 2017     | ОСК «Металлист», Харьков           | Шахтёр  | Динамо | 0:1  |                                                 | Мбокани (46)                                           |
| 2017/18   | 22 октября 2017  | НСК «Олимпийский», Киев            | Динамо  | Шахтёр | 0:0  |                                                 |                                                        |
| 2017/18   | 14 апреля 2018   | ОСК «Металлист», Харьков           | Шахтёр  | Динамо | 0:1  |                                                 | Шепелев (32)                                           |
| 2017/18   | 19 мая 2018      | «Динамо» им. В. Лобановского, Киев | Динамо  | Шахтёр | 2:1  | Вербич (16), Хочолава (56, а.г.)                | Марлос (23, пен.)                                      |
| 2018/2019 | 3 августа 2018   | НСК «Олимпийский», Киев            | Динамо  | Шахтёр | 1:0  | Вербич (64)                                     |                                                        |
| 2018/2019 | 3 ноября 2018    | ОСК «Металлист», Харьков           | Шахтёр  | Динамо | 2:1  | Мораес (54), Коваленко (90+5)                   | Шапаренко (44)                                         |
| 2018/2019 | 24 апреля 2019   | НСК «Олимпийский», Киев            | Динамо  | Шахтёр | 0:0  |                                                 |                                                        |
| 2018/2019 | 22 мая 2019      | ОСК «Металлист», Харьков           | Шахтёр  | Динамо | 1:1  | Тете (50)                                       | Цыганков (37, пен.)                                    |
| 2019/2020 | 10 августа 2019  | НСК «Олимпийский», Киев            | Динамо  | Шахтёр | 1:2  | Родригеш (39)                                   | Мораес (21), Марлос (65)                               |
| 2019/2020 | 10 ноября 2019   | ОСК «Металлист», Харьков           | Шахтёр  | Динамо | 1:0  | Кривцов (18)                                    |                                                        |
| 2019/2020 | 31 мая 2020      | НСК «Олимпийский», Киев            | Шахтёр  | Динамо | 3:1  | Марлос (39, 67), Маркос Антонио (74)            | Буяльский (38)                                         |
| 2019/2020 | 4 июля 2020      | НСК «Олимпийский», Киев            | Динамо  | Шахтёр | 2:3  | Вербич (51), Де Пена (67)                       | Степаненко (31), Коноплянка (39), Патрик (72)          |
| 2020/2021 | 8 ноября 2020    | НСК «Олимпийский», Киев            | Динамо  | Шахтёр | 0:3  |                                                 | Мораес (34), Маркос Антонио (66), Патрик (72)          |
| 2020/2021 | 17 апреля 2021   | НСК «Олимпийский», Киев            | Шахтёр  | Динамо | 0:1  |                                                 | Де Пена (34, пен.)                                     |
| 2021/2022 | 3 октября 2021   | НСК «Олимпийский», Киев            | Динамо  | Шахтёр | 0:0  |                                                 |                                                        |
| 2022/2023 | 16 октября 2022  | «Арена Львов», Львов               | Шахтёр  | Динамо | 3:1  | Зубков (29), Мудрик (48), Сикан (74)            | Ванат (47)                                             |
| 2022/2023 | 22 апреля 2023   | «Динамо» им. В. Лобановского, Киев | Динамо  | Шахтёр | 1:1  | Андриевский (82)                                | Степаненко (16)                                        |
| 2023/2024 | 3 ноября 2023    | «Динамо» им. В. Лобановского, Киев | Динамо  | Шахтёр | 0:1  |                                                 | Зубков (53)                                            |
| 2023/2024 | 2024             |                                    | Шахтёр  | Динамо |      |                                                 |                                                        |

### Кубок Украины
Всего 16 матчей в кубке Украины:
- 10 побед «Шахтёра» (1 — в серии пенальти), 6 побед «Динамо» (1 — в серии пенальти);
- 25 голов «Шахтёра», 15 голов «Динамо».

| Сезон   | Этап        | Дата             | Стадион                              | Хозяева | Гости  | Счет         | Голы хозяев                                              | Голы гостей                             |
| ------- | ----------- | ---------------- | ------------------------------------ | ------- | ------ | ------------ | -------------------------------------------------------- | --------------------------------------- |
| 2001/02 | Финал       | 26 мая 2002      | НСК «Олимпийский», Киев              | Динамо  | Шахтёр | 2:3          | Белькевич (31), Шацких (50)                              | Попов (10), Ателькин (82), Воробей (99) |
| 2002/03 | Финал       | 25 мая 2003      | НСК «Олимпийский», Киев              | Динамо  | Шахтёр | 2:1          | Хацкевич (56), Ринкон (90+1)                             | Воробей (18)                            |
| 2004/05 | Финал       | 29 мая 2005      | НСК «Олимпийский», Киев              | Шахтёр  | Динамо | 0:1          |                                                          | Ринкон (11)                             |
| 2006/07 | Финал       | 27 мая 2007      | НСК «Олимпийский», Киев              | Шахтёр  | Динамо | 1:2          | Элано (89)                                               | Клебер 58, Гусев (80)                   |
| 2007/08 | Финал       | 7 мая 2008       | ОСК «Металлист», Харьков             | Шахтёр  | Динамо | 2:0          | Гладкий (44), Гай (78)                                   |                                         |
| 2008/09 | 1/2 финала  | 13 мая 2009      | РСК «Олимпийский», Донецк            | Шахтёр  | Динамо | 1:0          | Левандовский (83)                                        |                                         |
| 2009/10 | 1/4 финала  | 28 октября 2009  | «Донбасс Арена», Донецк              | Шахтёр  | Динамо | 2:0          | Срна (23), Фернандиньо (90+3)                            |                                         |
| 2010/11 | Финал       | 25 мая 2011      | «Юбилейный», Сумы                    | Динамо  | Шахтёр | 0:2          |                                                          | Эдуардо (64), Адриано (87)              |
| 2011/12 | 1/8 финала  | 26 октября 2011  | «Динамо» им. В. Лобановского, Киев   | Динамо  | Шахтёр | 2:3          | Ярмоленко (41), Милевский (90+5)                         | Эдуардо (9, 88), Тейшейра (21)          |
| 2012/13 | 1/16 финала | 23 сентября 2012 | «Донбасс Арена», Донецк              | Шахтёр  | Динамо | 4:1          | Адриано (22), Тейшейра (40), Фернандиньо (76), Срна (82) | Тайво (27)                              |
| 2013/14 | Финал       | 15 мая 2014      | «Ворскла» им. А. Бутовского, Полтава | Динамо  | Шахтёр | 2:1          | Кучер (40, а.г.), Вида (43)                              | Коста (57)                              |
| 2014/15 | Финал       | 4 июня 2015      | НСК «Олимпийский», Киев              | Динамо  | Шахтёр | 0:0 5:4 пен. |                                                          |                                         |
| 2016/17 | Финал       | 17 мая 2017      | ОСК «Металлист», Харьков             | Шахтёр  | Динамо | 1:0          | Марлос (80)                                              |                                         |
| 2017/18 | Финал       | 9 мая 2018       | «Днепр-Арена», Днепр                 | Динамо  | Шахтёр | 0:2          |                                                          | Феррейра (47), Ракицкий (61)            |
| 2018/19 | 1/4 финала  | 7 апреля 2019    | ОСК «Металлист», Харьков             | Шахтёр  | Динамо | 1:1 4:3 пен. | Жуниор Мораес (57)                                       | Гармаш (9)                              |
| 2019/20 | 1/8 финала  | 30 октября 2019  | НСК «Олимпийский», Киев              | Динамо  | Шахтёр | 2:1          | Сидорчук (22), Попов (110)                               | Степаненко (90+2)                       |

### Суперкубок Украины
Всего 14 матчей в суперкубке Украины:
- 8 побед «Динамо» (3 — в серии пенальти), 6 побед «Шахтёра» (2 — в серии пенальти);
- 17 голов «Динамо», 18 голов «Шахтёра».

| Год  | Дата             | Стадион                              | Хозяева | Гости  | Счет         | Голы хозяев                            | Голы гостей                                   |
| ---- | ---------------- | ------------------------------------ | ------- | ------ | ------------ | -------------------------------------- | --------------------------------------------- |
| 2004 | 10 июля 2004     | «Черноморец», Одесса                 | Динамо  | Шахтёр | 1:1 6:5 пен. | Гусев (21)                             | Левандовский (76)                             |
| 2005 | 9 июля 2005      | «Черноморец», Одесса                 | Шахтёр  | Динамо | 1:1 4:3 пен. | Элано (5)                              | Белькевич (32)                                |
| 2006 | 16 июля 2006     | «Черноморец», Одесса                 | Динамо  | Шахтёр | 2:0          | Маркович (10), Милевский (87)          |                                               |
| 2007 | 10 июля 2007     | «Черноморец», Одесса                 | Динамо  | Шахтёр | 2:2 4:2 пен. | Михалик (26, 20)                       | Гладкий (14), Ткаченко (55)                   |
| 2008 | 15 июля 2008     | «Ворскла» им. А. Бутовского, Полтава | Шахтёр  | Динамо | 1:1 5:3 пен. | Чигринский (38)                        | Милевский (6)                                 |
| 2011 | 5 июля 2011      | «Ворскла» им. А. Бутовского, Полтава | Шахтёр  | Динамо | 1:3          | Фернандиньо (11)                       | Гусев (5, пен.), Диакате (32), Милевский (83) |
| 2014 | 22 июля 2014     | «Арена Львов», Львов                 | Шахтёр  | Динамо | 2:0          | Гладкий (75), Марлос (90+3)            |                                               |
| 2015 | 14 июля 2015     | «Черноморец», Одесса                 | Шахтёр  | Динамо | 2:0          | Срна (90+2, пен.), Бернард (90+4)      |                                               |
| 2016 | 16 июля 2016     | «Черноморец», Одесса                 | Шахтер  | Динамо | 1:1 3:4 пен. | Фред (58)                              | Вида (80)                                     |
| 2017 | 15 июля 2017     | «Черноморец», Одесса                 | Шахтёр  | Динамо | 2:0          | Феррейра (8, 56)                       |                                               |
| 2018 | 21 июля 2018     | «Черноморец», Одесса                 | Шахтёр  | Динамо | 0:1          |                                        | Буяльский (18)                                |
| 2019 | 28 июля 2019     | «Черноморец», Одесса                 | Динамо  | Шахтёр | 2:1          | Бурда (80), Гармаш (83)                | Патрик (45+1)                                 |
| 2020 | 25 августа 2020  | НСК «Олимпийский», Киев              | Шахтёр  | Динамо | 1:3          | Де Пена (20), Родригеш (31), Соль (83) | Мораес (37)                                   |
| 2021 | 22 сентября 2021 | НСК «Олимпийский», Киев              | Шахтёр  | Динамо | 3:0          | Траоре (30, 54), Патрик (61)           |                                               |

### Чемпионат СССР
Всего 82 матча в чемпионате СССР:
- 41 победа «Динамо», 15 побед «Шахтёра», 26 ничьих;
- 128 голов «Динамо», 79 голов «Шахтёра».

| Сезон    | Дата             | Стадион                              | Хозяева    | Гости      | Счет | Голы хозяев                                                                 | Голы гостей                                      |
| -------- | ---------------- | ------------------------------------ | ---------- | ---------- | ---- | --------------------------------------------------------------------------- | ------------------------------------------------ |
| 1938     | 18 июля 1938     | «Динамо» им. Н. Ежова, Киев          | Динамо     | Стахановец | 2:0  | Лайко (27, 55)                                                              |                                                  |
| 1939     | 30 июня 1939     | «Динамо», Киев                       | Динамо     | Стахановец | 1:1  | Афанасьев (15)                                                              | Бикезин (67, пен.)                               |
| 1939     | 30 сентября 1939 | «Стахановец», Сталино                | Стахановец | Динамо     | 3:3  | Балаба (8), Васин (25), Несмеха (38)                                        | Комаров (4), Лайко (55), Шиловский (75)          |
| 1939     | 06 ноября 1939   | «Стахановец», Сталино                | Стахановец | Динамо     | 3:1  | Бикезин (40, пен.), Яковлев (63), Васин (80)                                | Шиловский (25)                                   |
| 1940     | 2 июля 1940      | «Стахановец», Сталино                | Стахановец | Динамо     | 1:2  | Яковлев (28)                                                                | Лайко (52, 60)                                   |
| 1940     | 6 октября 1940   | «Динамо», Киев                       | Динамо     | Стахановец | 1:1  | Красюк (12, а.г.)                                                           | Красюк (64)                                      |
| 1949     | 2 мая 1949       | «Динамо», Киев                       | Динамо     | Шахтёр     | 2:0  | Товт (21), Пономарёв                                                        |                                                  |
| 1949     | 15 августа 1949  | «Шахтёр», Сталино                    | Шахтёр     | Динамо     | 1:0  | Лейченко (2)                                                                |                                                  |
| 1950     | 22 июня 1950     | «Динамо», Киев                       | Динамо     | Шахтёр     | 4:1  | Алпатов (7), Сенгетовский (28), Пономарёв (38), Виньковатов (64)            | Лерман (75, а.г.)                                |
| 1950     | 26 июля 1950     | «Шахтёр», Сталино                    | Шахтёр     | Динамо     | 6:0  | Гавриленко (32), Фомин (34), Колесников (35, 44), Иванов (52), Савинов (80) |                                                  |
| 1951     | 11 июня 1951     | Республиканский им. Н. Хрущёва, Киев | Динамо     | Шахтёр     | 1:3  | Товт (46)                                                                   | Пономарёв (48, 72), Гавриленко (81, пен.)        |
| 1951     | 26 июня 1951     | «Шахтёр», Сталино                    | Шахтёр     | Динамо     | 0:1  |                                                                             | Виньковатов (72)                                 |
| 1952     | 25 июля 1952     | «Динамо», Москва                     | Шахтёр     | Динамо     | 0:4  |                                                                             | Богданович (18, 69, 74), Зазроев (70)            |
| 1955     | 20 мая 1955      | Республиканский им. Н. Хрущёва, Киев | Динамо     | Шахтёр     | 1:0  | Терентьев (23)                                                              |                                                  |
| 1955     | 11 сентября 1955 | «Шахтёр», Сталино                    | Шахтёр     | Динамо     | 0:0  |                                                                             |                                                  |
| 1956     | 6 мая 1956       | «Шахтёр», Сталино                    | Шахтёр     | Динамо     | 1:1  | Думанский (37)                                                              | Липский (57)                                     |
| 1956     | 8 июля 1956      | Республиканский им. Н. Хрущёва, Киев | Динамо     | Шахтёр     | 1:2  | Каневский (5)                                                               | Дубовицкий (70), Бобошко (82)                    |
| 1957     | 19 мая 1957      | Республиканский им. Н. Хрущёва, Киев | Динамо     | Шахтёр     | 2:0  | Кольцов (43, пен.), Коршунов (87)                                           |                                                  |
| 1957     | 13 ноября 1957   | «Шахтёр», Сталино                    | Шахтёр     | Динамо     | 2:0  | Бобошко (15), Дубовицкий (21)                                               |                                                  |
| 1958     | 2 мая 1958       | «Шахтёр», Сталино                    | Шахтёр     | Динамо     | 1:0  | Паршин (2)                                                                  |                                                  |
| 1958     | 15 сентября 1958 | Республиканский им. Н. Хрущёва, Киев | Динамо     | Шахтёр     | 1:0  | Фомин (66)                                                                  |                                                  |
| 1959     | 13 июля 1959     | «Шахтёр», Сталино                    | Шахтёр     | Динамо     | 0:2  |                                                                             | Голодец (37, 73)                                 |
| 1959     | 11 октября 1959  | Республиканский им. Н. Хрущёва, Киев | Динамо     | Шахтёр     | 1:1  | Биба (41, пен.)                                                             | Федосов (67)                                     |
| 1960     | 10 апреля 1960   | «Шахтёр», Сталино                    | Шахтёр     | Динамо     | 2:2  | Федосов (15, 51)                                                            | Биба (6, 24)                                     |
| 1960     | 13 июня 1960     | Республиканский им. Н. Хрущёва, Киев | Динамо     | Шахтёр     | 4:1  | Ковалёв (5, 25), Каневский (34), Трояновский (44)                           | Ананченко (14)                                   |
| 1962     | 31 мая 1962      | Республиканский им. Н. Хрущёва, Киев | Динамо     | Шахтёр     | 1:1  | Биба (38)                                                                   | Головко (33)                                     |
| 1962     | 22 августа 1962  | «Шахтёр», Донецк                     | Шахтёр     | Динамо     | 3:0  | Сорокин (75), Родин (84), Колосов (85)                                      |                                                  |
| 1963     | 7 мая 1963       | «Шахтёр», Донецк                     | Шахтёр     | Динамо     | 3:1  | Ананченко (51), Родин (72), Хмельницкий (77)                                | Биба (81)                                        |
| 1963     | 3 сентября 1963  | Центральный, Киев                    | Динамо     | Шахтёр     | 3:1  | Войнов (7), Серебряников (74), Каневский (85)                               | Иванов (11)                                      |
| 1964     | 2 июля 1964      | Центральный, Киев                    | Динамо     | Шахтёр     | 1:1  | Медвидь (8)                                                                 | Хмельницкий (82)                                 |
| 1964     | 4 ноября 1964    | «Шахтёр», Донецк                     | Шахтёр     | Динамо     | 0:0  |                                                                             |                                                  |
| 1965     | 9 мая 1965       | «Локомотив», Донецк                  | Шахтёр     | Динамо     | 3:2  | Родин (34, 50), Сальков (44)                                                | Дровецкий (85), Сабо (89, пен.)                  |
| 1965     | 8 ноября 1965    | Центральный, Киев                    | Динамо     | Шахтёр     | 3:1  | Базилевич (54), Хмельницкий (56), Серебряников (81)                         | Станкявичус (86)                                 |
| 1966     | 28 июля 1966     | «Локомотив», Донецк                  | Шахтёр     | Динамо     | 0:2  |                                                                             | Мунтян (43), Биба (72)                           |
| 1966     | 8 сентября 1966  | Центральный, Киев                    | Динамо     | Шахтёр     | 4:3  | Хмельницкий (19), Биба (22), Бышовец (43), Сабо (65)                        | Ананченко (45, 89), Мизерный (81)                |
| 1967     | 27 апреля 1967   | Центральный, Киев                    | Динамо     | Шахтёр     | 3:0  | Бышовец (32, 47), Хмельницкий (84)                                          |                                                  |
| 1967     | 7 августа 1967   | «Шахтёр», Донецк                     | Шахтёр     | Динамо     | 2:1  | Базилевич (43, 81)                                                          | Мунтян (67)                                      |
| 1968     | 17 апреля 1968   | Центральный, Киев                    | Динамо     | Шахтёр     | 1:1  | Бышовец (26)                                                                | Зелькявичюс (50)                                 |
| 1968     | 27 июля 1968     | «Шахтёр», Донецк                     | Шахтёр     | Динамо     | 2:3  | Глодянис (17, 50)                                                           | Турянчик (8, 61), Поллак (74, а.г.)              |
| 1969     | 15 августа 1969  | «Шахтёр», Донецк                     | Шахтёр     | Динамо     | 0:2  |                                                                             | Серебряников (32), Пузач (74)                    |
| 1969     | 5 октября 1969   | Центральный, Киев                    | Динамо     | Шахтёр     | 1:0  | Бышовец (82)                                                                |                                                  |
| 1970     | 2 апреля 1970    | «Шахтёр», Донецк                     | Шахтёр     | Динамо     | 0:1  |                                                                             | Бышовец (61)                                     |
| 1970     | 10 сентября 1970 | Центральный, Киев                    | Динамо     | Шахтёр     | 3:0  | Пузач (34), Мунтян (58), Дрозденко (82, а.г.)                               |                                                  |
| 1971     | 2 мая 1971       | «Шахтёр», Донецк                     | Шахтёр     | Динамо     | 0:1  |                                                                             | Веремеев (30)                                    |
| 1971     | 18 августа 1971  | Центральный, Киев                    | Динамо     | Шахтёр     | 4:3  | Веремеев (16), Хмельницкий (43, 47), Колотов (81)                           | Яремченко (26; 34, пен.; 90, пен.)               |
| 1973     | 16 мая 1973      | «Шахтёр», Донецк                     | Шахтёр     | Динамо     | 0:2  |                                                                             | Мунтян (38), Дамин (88)                          |
| 1973     | 29 сентября 1973 | Центральный, Киев                    | Динамо     | Шахтёр     | 2:1  | Блохин (9, 57)                                                              | Захаров (77)                                     |
| 1974     | 21 апреля 1974   | Центральный, Киев                    | Динамо     | Шахтёр     | 1:0  | Колотов (81, пен.)                                                          |                                                  |
| 1974     | 6 августа 1974   | «Шахтёр», Донецк                     | Шахтёр     | Динамо     | 2:2  | Губич (26), Старухин (83)                                                   | Блохин (25, пен.), Онищенко (60)                 |
| 1975     | 27 апреля 1975   | Центральный, Киев                    | Динамо     | Шахтёр     | 3:1  | Матвиенко (6), Блохин (30), Колотов (35)                                    | Ванкевич (66)                                    |
| 1975     | 13 сентября 1975 | «Шахтёр», Донецк                     | Шахтёр     | Динамо     | 0:1  |                                                                             | Блохин (75)                                      |
| 1976 (в) | 16 мая 1976      | «Локомотив», Донецк                  | Шахтёр     | Динамо     | 0:0  |                                                                             |                                                  |
| 1976 (о) | 22 сентября 1976 | «Шахтёр», Донецк                     | Шахтёр     | Динамо     | 0:0  |                                                                             |                                                  |
| 1977     | 14 июня 1977     | Центральный, Киев                    | Динамо     | Шахтёр     | 2:0  | Коньков (28), Веремеев (43)                                                 |                                                  |
| 1977     | 30 августа 1977  | «Шахтёр», Донецк                     | Шахтёр     | Динамо     | 0:0  |                                                                             |                                                  |
| 1978     | 22 апреля 1978   | Центральный, Киев                    | Динамо     | Шахтёр     | 1:2  | Блохин (22)                                                                 | Коньков (68, а.г.), Роговский (77)               |
| 1978     | 30 июля 1978     | «Локомотив», Донецк                  | Шахтёр     | Динамо     | 2:0  | Сафонов (36), Старухин (43)                                                 |                                                  |
| 1979     | 6 июня 1979      | «Локомотив», Донецк                  | Шахтёр     | Динамо     | 1:0  | Старухин (83)                                                               |                                                  |
| 1979     | 22 августа 1979  | «Динамо», Киев                       | Динамо     | Шахтёр     | 2:0  | Журавлёв (38), Лозинский (67)                                               |                                                  |
| 1980     | 19 июня 1980     | «Динамо», Киев                       | Динамо     | Шахтёр     | 5:0  | Блохин (10, 89), Бойко (51), Буряк (56, пен.), Хапсалис (65)                |                                                  |
| 1980     | 5 октября 1980   | «Локомотив», Донецк                  | Шахтёр     | Динамо     | 0:1  |                                                                             | Каплун (35)                                      |
| 1981     | 7 апреля 1981    | «Локомотив», Донецк                  | Шахтёр     | Динамо     | 0:0  |                                                                             |                                                  |
| 1981     | 21 августа 1981  | Республиканский, Киев                | Динамо     | Шахтёр     | 2:1  | Веремеев (65), Буряк (85)                                                   | Горбунов (14)                                    |
| 1982     | 12 мая 1982      | «Шахтёр», Донецк                     | Шахтёр     | Динамо     | 0:0  |                                                                             |                                                  |
| 1982     | 11 сентября 1982 | Республиканский, Киев                | Динамо     | Шахтёр     | 5:0  | Евтушенко (23, пен.), Хлус (25), Лозинский (45), Буряк (83), Пасичный (86)  |                                                  |
| 1983     | 20 июня 1983     | Республиканский, Киев                | Динамо     | Шахтёр     | 1:1  | Блохин (72)                                                                 | Морозов (53)                                     |
| 1983     | 9 августа 1983   | «Шахтёр», Донецк                     | Шахтёр     | Динамо     | 1:2  | Смолянинов (60)                                                             | Евтушенко (10), Заваров (85)                     |
| 1984     | 15 июня 1984     | «Шахтёр», Донецк                     | Шахтёр     | Динамо     | 1:1  | Грачёв (47)                                                                 | Блохин (17)                                      |
| 1984     | 2 августа 1984   | Республиканский, Киев                | Динамо     | Шахтёр     | 2:2  | Заваров (43), Блохин (54)                                                   | Ященко (69), Гошкодеря (73)                      |
| 1985     | 9 апреля 1985    | «Шахтёр», Донецк                     | Шахтёр     | Динамо     | 1:2  | Кравченко (84, пен.)                                                        | Беланов (10, 60)                                 |
| 1985     | 3 сентября 1985  | Республиканский, Киев                | Динамо     | Шахтёр     | 2:0  | Евтушенко (47), Яремчук (88)                                                |                                                  |
| 1986     | 11 сентября 1986 | «Шахтёр», Донецк                     | Шахтёр     | Динамо     | 3:3  | Петров (55; 87; 89, пен.)                                                   | Михайличенко (13), Рац (44), Бессонов (80, пен.) |
| 1986     | 3 декабря 1986   | Республиканский, Киев                | Динамо     | Шахтёр     | 4:1  | Заваров (15), Беланов (28, 34, 81)                                          | Петров (84)                                      |
| 1987     | 6 мая 1987       | «Шахтёр», Донецк                     | Шахтёр     | Динамо     | 1:0  | Грачёв (86)                                                                 |                                                  |
| 1987     | 14 июля 1987     | Республиканский, Киев                | Динамо     | Шахтёр     | 0:0  |                                                                             |                                                  |
| 1988     | 12 марта 1988    | «Шахтёр», Донецк                     | Шахтёр     | Динамо     | 1:1  | Кобозев (14)                                                                | Заваров (72)                                     |
| 1988     | 17 сентября 1988 | Республиканский, Киев                | Динамо     | Шахтёр     | 0:0  |                                                                             |                                                  |
| 1989     | 19 апреля 1989   | Республиканский, Киев                | Динамо     | Шахтёр     | 1:0  | Беланов (18)                                                                |                                                  |
| 1989     | 1 октября 1989   | «Шахтёр», Донецк                     | Шахтёр     | Динамо     | 3:3  | Юрченко (38), Гуляев (57), Леонов (64)                                      | Саленко (28, 34), Заец (55)                      |
| 1990     | 21 апреля 1990   | Республиканский, Киев                | Динамо     | Шахтёр     | 2:0  | Протасов (38, пен.), Шматоваленко (60)                                      |                                                  |
| 1990     | 26 июля 1990     | «Шахтёр», Донецк                     | Шахтёр     | Динамо     | 2:2  | Евсеев (28, пен.), Кобозев (70)                                             | Протасов (40), Литовченко (50)                   |
| 1991     | 15 марта 1991    | Республиканский, Киев                | Динамо     | Шахтёр     | 0:0  |                                                                             |                                                  |
| 1991     | 27 октября 1991  | «Шахтёр», Донецк                     | Шахтёр     | Динамо     | 1:2  | Ребров (62)                                                                 | Саленко (16), Грицина (77)                       |

### Кубок СССР
Всего 3 матча в кубке СССР:
- 2 победы «Динамо», 1 победа «Шахтёра»;
- 4 гола «Динамо», 3 гола «Шахтёра».

| Сезон   | Этап       | Дата            | Стадион                          | Хозяева | Гости  | Счет | Голы хозяев                  | Голы гостей   |
| ------- | ---------- | --------------- | -------------------------------- | ------- | ------ | ---- | ---------------------------- | ------------- |
| 1967/68 | 1/8 финала | 23 июля 1968    | «Шахтёр», Донецк                 | Шахтёр  | Динамо | 1:0  | Яремченко (4)                |               |
| 1978    | Финал      | 12 августа 1978 | «Торпедо», Москва                | Динамо  | Шахтёр | 2:1  | Блохин (55, 92)              | Старухин (15) |
| 1984/85 | Финал      | 23 июня 1985    | Центральный им В. Ленина, Москва | Динамо  | Шахтёр | 2:1  | Демьяненко (56), Блохин (58) | Морозов (68)  |

### Суперкубок СССР
Всего 2 матча в кубке сезона СССР:
- 2 победы «Динамо» (обе — в серии пенальти);
- 3 гола «Динамо», 3 гола «Шахтёра».

| Сезон | Дата           | Стадион                  | Хозяева | Гости  | Счет         | Голы хозяев                    | Голы гостей                       |
| ----- | -------------- | ------------------------ | ------- | ------ | ------------ | ------------------------------ | --------------------------------- |
| 1981  | 3 марта 1981   | «Локомотив», Симферополь | Динамо  | Шахтёр | 1:1 5:4 пен. | Бойко (41)                     | Кравченко (52)                    |
| 1986  | 11 апреля 1986 | Республиканский, Киев    | Динамо  | Шахтёр | 2:2 3:1 пен. | Щербаков (73), Евтушенко (118) | Соколовский (54), Кравченко (117) |

### Кубок Федерации футбола СССР
Всего 5 матчей в кубке Федерации футбола СССР:
- 3 победы «Шахтёра», 1 победа «Динамо», 1 ничья;
- 7 голов «Шахтёра», 5 голов «Динамо».

| Сезон | Этап     | Дата             | Стадион               | Хозяева | Гости  | Счет | Голы хозяев                               | Голы гостей                 |
| ----- | -------- | ---------------- | --------------------- | ------- | ------ | ---- | ----------------------------------------- | --------------------------- |
| 1986  | Группа В | 26 сентября 1986 | Республиканский, Киев | Динамо  | Шахтёр | 1:2  | Каратаев (64)                             | Герасимец (59), Грачев (67) |
| 1987  | Группа Г | 2 июня 1987      | «Шахтёр», Донецк      | Шахтёр  | Динамо | 1:0  | Юрченко (64)                              |                             |
| 1987  | Группа Г | 25 сентября 1987 | «Динамо», Киев        | Динамо  | Шахтёр | 3:2  | Заваров (42), Блохин (72), Евтушенко (81) | Ралюченко (49), Ященко (68) |
| 1989  | Группа В | 21 марта 1989    | «Динамо», Киев        | Динамо  | Шахтёр | 1:1  | Стельмах (90)                             | Гуляев (25)                 |
| 1989  | Группа В | 29 мая 1989      | «Шахтёр», Донецк      | Шахтёр  | Динамо | 1:0  | Кобозев (28)                              |                             |

### Кубок УЕФА
Всего 2 матча в Кубке УЕФА:
- 1 победа «Шахтёра», 1 ничья;
- 1 выход «Шахтёра» в следующий круг плей-офф;
- 3 голов «Шахтёра», 2 голов «Динамо».

| Сезон   | Этап       | Дата           | Стадион                            | Хозяева | Гости  | Счет | Голы хозяев               | Голы гостей      |
| ------- | ---------- | -------------- | ---------------------------------- | ------- | ------ | ---- | ------------------------- | ---------------- |
| 2008/09 | 1/2 финала | 30 апреля 2009 | «Динамо» им. В. Лобановского, Киев | Динамо  | Шахтёр | 1:1  | Чигринский (22, а.г.)     | Фернандиньо (68) |
| 2008/09 | 1/2 финала | 7 мая 2009     | РСК «Олимпийский», Донецк          | Шахтёр  | Динамо | 2:1  | Жадсон (17), Илсиньо (89) | Бангура (47)     |

### Неофициальные матчи
Всего 2 неофициальных матча:
- 2 победы «Динамо» (одна — в серии пенальти);
- 5 голов «Динамо», 4 голов «Шахтёра».

| Дата           | Турнир                               | Стадион                 | Хозяева | Гости  | Счет         | Голы хозяев                        | Голы гостей                 |
| -------------- | ------------------------------------ | ----------------------- | ------- | ------ | ------------ | ---------------------------------- | --------------------------- |
| 14 мая 2003    | Турнир памяти В. Лобановского, финал | НСК «Олимпийский», Киев | Динамо  | Шахтёр | 3:2          | Леко (6), Ринкон (73), Шацких (96) | Брандао (22), Ярошенко (65) |
| 31 января 2008 | Кубок Первого канала, финал          | «Блумфилд», Тель-Авив   | Шахтёр  | Динамо | 2:2 2:3 пен. | Фернандиньо (86 , пен.; 118, пен.) | Юссуф (90+3), Шацких (105)  |